# Henry Laurens (storico)
Henry Laurens (1954) è uno storico e arabista francese, autore di numerose opere riguardanti il mondo arabo-islamico contemporaneo.

## Biografia
Laureato, aggregato (agrégé) di storia e diplomato in lingua araba letteraria nell'Institut national des langues et civilisations orientales (INALCO) di Parigi, è uno dei grandi specialisti del Vicino Oriente moderno e contemporaneo.
Dal 1981 al 1983 ha studiato e insegnato a Damasco e al Cairo. Ha conseguito un dottorato di ricerca col massimo dei voti nel 1989 alla Sorbonne–Paris IV, presentando una tesi su "La Rivoluzione francese e l'Islam: storia e significati della spedizione egiziana, 1798-1801".
È professore al Collège de France, titolare della cattedra di Storia contemporanea del mondo arabo, e all'INALCO.
Henry Laurens è membro del comitato editoriale della rivista Maghreb-Machrek.

## Opere
- Aux sources de l'orientalisme : la Bibliothèque orientale de Barthélemi d'Herbelot, Parigi, ed. Maisonneuve et Larose, 1978.
- Les Origines intellectuelles de l'expédition d'Égypte : l'orientalisme islamisant en France (1698-1798), Parigi-Istanbul, ed. Isis, 1987.
- Kléber en Égypte : Kléber et Bonaparte, Il Cairo, ed. Institut français d'archéologie orientale, 1988.
- L'expédition d'Égypte (1798-1801) (con Gillispie, Jean-Claude Golvin et Claude Traunecker), Parigi, ed. Armand Colin, 1989
- Le Royaume impossible : la France et la genèse du monde arabe, Parigi, ed. Armand Colin, 1990.
- Le Grand Jeu : Orient arabe et rivalités internationales, Parigi, ed. Armand Colin, 1991.
- Lawrence en Arabie, Parigi,  coll. «Découvertes Gallimard» (nº 155), 1992.
- L'Orient arabe : arabisme et islamisme de 1798 à 1945, Parigi, ed. Armand Colin, 1993 (réédition en 2000).
- Kléber en Égypte : Kléber commandant en chef, Il Cairo, ed. Institut français d'archéologie orientale, 1995.
- Campagnes d'Égypte et de Syrie de Napoléon Bonaparte [edizione critica], Parigi, ed. Imprimerie nationale, 1998.
- Le Retour des exilés, la lutte pour la Palestine de 1869 à 1997, Parigi, ed. Robert Laffont, 1998.
- Paix et Guerre au Moyen-Orient, l'Orient arabe et le monde de 1945 à nos jours, Parigi, ed. Armand Colin, 1999.
- La Question de Palestine, Parigi, ed. Fayard, 1999-2015 (5 volumi)
- L'Orient arabe à l'heure américaine. De la guerre du Golfe à la guerre d'Irak , Parigi, ed. Armand Colin, 2004.
- Orientales I : autour de l'expédition d'Égypte, Parigi, ed. CNRS, 2004.
- Orientales II : la IIIe République et l'Islam, Parigi, ed. CNRS, 2004.
- Orientales III : parcours et situations, Parigi, ed. CNRS, 2004.
- Histoire du monde arabe contemporain, Parigi, ed. Fayard / Collège de France, 2004.
- Les relations entre les États-Unis et le monde arabe, Tunisi, ed. Accademia tunisina delle scienze, lettere e arti, 2004.
- L'Empire et ses ennemis, Parigi, ed. Seuil, 2009.
- Le rêve méditerranéen : grandeurs et avatars, Parigi, ed. CNRS, 2009.
- Orients (con Rita Bassil El Ramy), Parigi, ed. CNRS, 2009.
- L'Europe et l’Islam : quinze siècles d’histoire (con Gilles Veinstein et John Tolan), Parigi, ed. Odile Jacob, 2009.
- Terrorismes : histoire et droit [sotto la guida], Parigi, ed. CNRS, 2010.
- La Question d'Orient. Discours et articles politiques (1834-1861) : Alphonse de Lamartine (con Sophie Basch), Brusselle, ed. André Versaille, 2011.
- Français et arabes depuis deux siècles : la chose franco-arabe, Parigi, ed. Tallandier, 2012.
- Histoires orientales, Parigi, ed. L'Orient des livres / Actes Sud, 2013.
- Ernest Renan. La science, la religion, la République [sotto la guida], Parigi, ed. Odile Jacob, 2013.
- Méditerranées politiques (con Matthieu Rey), Parigi, ed. PUF, 2017.
- Orientales IV  : L’Orient dans tous ses états, Parigi, ed. CNRS, 2017.
- Les crises d'Orient. Tome 1 : 1768-1914, Parigi, ed. Fayard, 2017.
- Les crises d'Orient. Tome 2 : La naissance du Moyen-Orient (1914-1949), Parigi, ed. Fayard, 2019
- Question juive, problème arabe (1798-2001), Paris, ed. Fayard, 2024

## Riconoscimenti
- 2004 : Primo della Académie des sciences morales et politiques.
- 2016 : Primo della Académie française.
- 2017 : Premio della Académie des sciences d'outre-mer.
- 2019 : Premio fenice (Libano).
- 2021 : Premio  Mahmoud Darwich (Palestina).